# John Shumate
John Henry Shumate (ur. 6 kwietnia 1952 w Greenville, zm. 3 lutego 2025) – amerykański zawodowy koszykarz oraz trener.

## Osiągnięcia
NCAA
- Uczestnik rozgrywek Sweet 16 turnieju NCAA (1974)
- MVP turnieju NIT (1973)[3]
- Wybrany do I składu All-American (1974)[4]

NBA
- Wybrany do składu najlepszych debiutantów NBA (1976)[5]
- Lider NBA w skuteczności rzutów z gry (1976)[6]